# Trichoplusia rostrata
Trichoplusia rostrata är en fjärilsart som beskrevs av Fletcher 1963. Trichoplusia rostrata ingår i släktet Trichoplusia och familjen nattflyn. Inga underarter finns listade i Catalogue of Life.